# Jonathan Heris
Jonathan Steve Heris (Bruxelles, 3 settembre 1990) è un calciatore belga, difensore dell'Holstebro.

## Palmarès

### Club

#### Competizioni nazionali
- Tweede klasse: 1

RWDM47: 2022-2023